# Usèrcha
Usèrcha (en francès Uzerche) és un municipi francès situat al departament de la Corresa i a la regió de la Nova Aquitània.

## Demografia
| 1962                                       | 1968  | 1975  | 1982  | 1990  | 1999  | 2007  |
| ------------------------------------------ | ----- | ----- | ----- | ----- | ----- | ----- |
| 3.316                                      | 3.314 | 3.091 | 3.097 | 2.813 | 3.058 | 3.195 |
| Des de 1962: població sense dobles comptes |       |       |       |       |       |       |

## Administració
| Període   | Identitat          | Partit |
| --------- | ------------------ | ------ |
| 1977-1983 | Marcel Lamiche     | PCF    |
| 1983-1995 | Georges Guillaumou | RPR    |
| 1995-2001 | Valentin Larivière | RPR    |
| 2001-     | Sophie Dessus      | PS     |

## Personatges il·lustres
- Gaucelm Faidit, trobador.